# Rillo
Rillo – gmina w Hiszpanii, w prowincji Teruel, w Aragonii, o powierzchni 53,31 km². W 2011 roku gmina liczyła 111 mieszkańców.